# 仙台市立西山小学校
仙台市立西山小学校（せんだいしりつ にしやましょうがっこう）は、宮城県仙台市宮城野区にある公立小学校。

## 概要
仙台市立で115番目の小学校として開校した。

## 沿革
- 1991年（平成3年）4月1日 - 仙台市立東仙台小学校、仙台市立鶴谷小学校、仙台市立鶴谷東小学校、仙台市立枡江小学校より分離開校[2]

## 学区
安養寺3丁目の一部、小鶴3丁目、燕沢1丁目・2丁目の一部、鶴ヶ谷1丁目・7丁目の一部、8丁目、東仙台1丁目・6丁目の一部、7丁目

## 進学先中学校
- 仙台市立西山中学校